# サーブ・バイキング
バイキング（Viking ）は、イタリアの会社カロッツェリア・フィッソーレが1982年に発表したコンセプトカーである。デザイナーはトム・ジャーダ。ベースは同社のサーブ・900ターボシャーシである。